# Tilspidset dværgmos
Tilspidset dværgmos (Tortula acaulon) er et almindeligt mos i Danmark i haver og stubmarker. Det videnskabelige artsnavn acaulon betyder 'uden stængel' (af græsk a 'uden' og kaulos 'stængel'). Tilspidset Dværgmos tilhørte tidligere slægten Phascum (Dværgmos), men arterne i denne slægt er flyttet til andre slægter, bl.a. Tortula .